# Francesc Carbonell Font
Francesc Carbonell i Font (Barcelona, 20 de febrer, 1792 - idem. 9 d'agost, 1854), fou un químic i doctor en farmàcia.
Era fill del també doctor Francesc Carbonell i Bravo, va pertànyer a la Reial Acadèmia de Ciències i Arts de la capital catalana, a la qual va presentar erudits treballs. Entre ells: Memoria sobre los progresos y utilidad del estudio mineralógico (1819), Sobre las leyes, caracteres y aplicaciones del platino (1834), i una altra Sobre el modo de beneficiar las minas de estaño (1839).
Va traduir i completà les Lliçons de Química elemental de Jean Girardin (Barcelona, 1839).